# مارکو هالر (بازیکن فوتبال)
مارکو هالر (انگلیسی: Marco Haller؛ زادهٔ ۳۰ ژوئن ۱۹۸۴) بازیکن فوتبال اهل آلمان است.
از باشگاه‌هایی که در آن بازی کرده‌است می‌توان به باشگاه فوتبال آگسبورگ، باشگاه فوتبال وی‌اف‌آر آلن، باشگاه فوتبال یان رگنسبورگ، و باشگاه فوتبال وورتسبورگ کیکرز اشاره کرد.